# Терапонт Монзенски
Терапонт Монзенски је монах светитељ Руске православне цркве.

## Биографија
Монашки постриг положио у манастиру Воздвизхенски у граду Кострома, у својим познијим годинама.
Терапонт и пре него што је узео монаштво „посетио“ град Москву и живео тамо у близини „куће“ блаженог Василија, због чега је после волео да се назива „суживотом Василијевим у Москви“. У манастиру Кострома убрзо се показао као велики подвижник и код игумана и братије манастира изазвао дубоко поштовање и отворено поштовање гувернера и грађана Костроме.
Избегавајући непотребну славу, потајно је отишао у пустињу, окружену мочварама и шумама на реци Монзи (у округу Галич) и предао се овде „новим подвизима“. Заједно са монахом Адријаном, настанио се са неколицином браће у пустом манастиру Благовештење, који су затим преселили на место својих подвига на реци Монзи. Када је манастир завршен градњом на новом месту, Терапонт је у манастир дошао под маском луталице и на захтев игумана и браће остао да живи у њему. Постепено су монаси и посетиоци манастира препознали у њему старца који се чудесно указао многима од њих и почели да га поштују као свеца. Терапонт је живео у манастиру до своје смрти две и по године, проводећи готово све време у самотној молитви у шумама на другој страни реке Монзе, предвиђајући будућност за своје блиске, лечећи болесне и обављајући друге чуда која нису престала после његове смрти.
Умро је 12. децембра 1597. године.
Његове мошти су сахрањене у цркви Благовештења бившег манастира Монзенски. Успомена на Терапонта прославља се у Руској православној цркви 27. марта и 12. децембра.